# جنگ‌های گوگوریو–تانگ
جنگ‌های گوگوریو–تانگ (کره‌ای: 고구려–당 전쟁)، (چینی سنتی:高句麗唐戰爭)؛ جنگ‌هایی بود که میان گوگوریو و تانگ از سال ۶۴۵ تا ۶۶۸ میلادی درگرفت.

## زمینه

### تأسیس دودمان تانگ
امپراتور یانگدی در جنگ‌های گوگوریو–سویی شکست بزرگی را متحمل شد، اما نتوانست به خود بیاید و در کاخ خود در یانگژو به فعالیت‌های عجیب و غریب مشغول بود.
در این زمان، در داخل سویی، قدرت ملی قبلاً به دلیل شکست از گوگوریو و ساخت و ساز عظیم مهندسی عمران ویران شده بود و شورشیان در مکان‌های مختلف برخواسته و اشراف محلی نیز دولت‌های مستقلی را تأسیس کردند. علاوه بر این، حتی اشراف گروه «گوانلونگ (關隴集團)» به دودمان سویی پشت کرده و حتی پایه سیاسی خود را از دست دادند.
۶۱۷ میلادی، یوسو لی یوآن نیز در شورش شرکت کرد. لی یوآن وارد پایتخت سویی، چانگ‌آن (長安)، و جانشین نوه امپراتور، امپراتور گونگدی به عنوان امپراتور شد. علاوه بر این، او خود استاد بزرگ سو شد. در آن زمان، امپراتور یانگ پسر یو وون‌هوجی (宇文化及)·یو وون‌شو (宇文述)، پسر یو وون‌شی‌جی (宇文述) پس از ترور توسط برادرش، لی یوآن خودش به تخت سلطنت رسید. با نام کشور تانگ (唐)، و پسر دوم خود لی شی‌مین را که به شایستگی‌های زیادی دست یافته بود، به عنوان پادشاه چین تجلیل کرد.

### به سلطنت رسیدن امپراتور تای‌زونگ
لی شی‌مین همچنین تمام نیروهای نجیب محلی و شورشیان را که از دودمان تانگ پیروی نمی‌کردند در مکان‌های مختلف تحت سلطه خود درآورد و چین را در سال ۶۲۴ میلادی متحد کرد.
پس از آن، با افزایش محبوبیت لی شی‌مین، برادر بزرگترش ولیعهد لی جیانگ‌چنگ(李建成) و کوچک‌ترین برادرش، پادشاه لی وون‌گیل، که از این موضوع مضطرب شده بودند، نقشه ای برای کشتن لی شی‌مین ترتیب دادند و به سرعت وزرا را فراخواندند. از جناح خودشان در میان جناح لی جیانگ‌چنگ، لی یوآن‌جی، وی ژنگ و به جونگ بودند و آنها طرحی برای حذف لی شی‌مین ترتیب دادند. با این حال، لی شی‌مین، که متوجه این موضوع شد، سعی کرد از برادر شوهرش چانگسون ووجی(長孫無忌)، ژنرال‌های لی جینگ(李靖) و شی شی‌جی(徐世勣) برای استفاده معکوس از آنها استفاده کند.
در ۲ ژوئیه ۶۲۶ میلادی، لی شی‌مین به پدرش، یی یون، اطلاع داد که برادرانش در حال نقشه کشیدن او هستند و یی یون آنها را به قصر در جانگان فراخواند. لحظه ای که آنها وارد دروازه هیونمو کاخ شدند، سربازان لی شی‌مین به آنها کمین کردند و به سمت لی جیانگ‌چنگ و لی یوآن جی تیراندازی کردند و آنها در محل کشته شدند. سه روز بعد، لی یوآن‌جی چاره ای جز این نداشت که لی شی‌مین را به عنوان ولیعهد انتخاب کند و دو ماه بعد از او کناره‌گیری کرد. بر این اساس، لی سی‌مین در ۴ سپتامبر امپراتور شد و سال بعد، نام دوره به ژنگوان(貞觀) تغییر یافت که تایزونگ، دومین امپراتور دودمان تانگ است. در سال ۶۳۰، پادشاه خاقانات ترک شرقی را تحت سلطه خود درآورد. بر این اساس، (خیتان)، (مردم‌های)، (مردم شو) و (سیل‌وی) خود به تانگ تعلق داشتند.

### وضعیت گوگوریو
در همین حال، در حالی که چین در وضعیت آشفتگی قرار داشت، گوگوریو تلاش کرد تا وضعیت داخلی آشفته از جنگ را اصلاح کند. به ویژه با فرستادن مکرر نمایندگانی به تانگ، نگرش مطلوبی را حفظ کرد و در پی برقراری روابط مسالمت آمیز با دودمان تانگ بود. یونگ‌نیو پادشاه گوگوریو کره‌ای‌هایی را که در جریان تهاجم امپراتور یانگ از سوئی به گوگوریو دستگیر شده بودند، بازگرداند و از زندانیان گوگوریو بازدید کرد. در سال ۶۲۴ میلادی او به دودمان تانگ ادای احترام کرد و توسط تانگ گوجو لقب پادشاه گوگوریو، دوک استان لیائودونگ در ایالت سانگژو را به او داد. پادشاه یونگ‌نیو نقشه ای از بونگ‌یوک به تانگ ارائه کرد و آن را به عنوان یک ارباب فئودال پذیرفت.
با این حال، پس از اینکه لی شی‌مین به عنوان پادشاه تای‌زونگ به تخت نشست، تانگ اقدامات خصمانه آشکاری را علیه گوگوریو انجام داد و در سال ۶۳۱ میلادی، تانگ گیونگ‌گیونگ(京觀) را که برای بزرگداشت جانشینی گوگوریو ساخته شده بود، خراب کرد. در همان سال، پادشاه یونگ‌نیو ساخت دیوار چونری را آغاز کرد که از قلعه بویو در شمال شرقی تا دریا در جنوب شرقی امتداد دارد و نظارت را به یون گه‌سومون سپرد. یون گه‌سومون یک دیپلمات تندرو بود که منجر به درگیری با اشراف میانه‌رو شد.
قدرت تانگ قوی تر شد و تویوخون را در سال ۶۳۵ میلادی و گوچانگ گوگ را در سال ۶۴۰ میلادی شکست داد. در نتیجه اکثر نیروهای مخالف دودمان تانگ به جز گوگوریو در شرق حذف شدند.
در سال ۶۴۰ میلادی، پادشاه یونگ‌نیو ولیعهد گو هوانگ‌وون(高桓權) را فرستاد تا او را در گوزی‌جیان تانگ ثبت نام کند. سوابق دقیقی در دست نیست، بنابراین دلیل آن مشخص نیست، اما فرستادن شاهزاده چنین کشوری به کشور دشمن نشان داد که او قصد جنگ با سلسله تانگ را نداشته است. با این حال در سال ۶۴۱ تانگ جین‌دودوک(陳大德)، یک کارمند دولتی که عمدتاً هدایت نظامی را بر عهده داشت، به عنوان فرستاده‌ای برای جاسوسی از وضعیت گوگوریو فرستاد و روابط بین گوگوریو و تانگ به تدریج متشنج شد.

### کودتای یون گه‌سومون
در سال ۶۴۲ میلادی با قوی‌تر شدن قدرت یون گه‌سومون، چندین نفر از افراد بزرگ با پادشاه مشورت کردند و سعی کردند یون گه‌سومون را بکشند. یون گه‌سومون که از قبل از این موضوع مطلع بود، سربازان بخش خود را جمع کرد و با ادعای اینکه به دروغ راهپیمایی می‌کند ضیافتی برگزار کرد وزرا را دعوت کرد و سپس گفته می‌شود که تعداد کشته‌شدگان در این زمان به ۱۸۰ نفر رسید. او سپس به کاخ رفت پادشاه یونگ‌نیو را کشت و برادرزاده پادشاه، بوجانگ را به عنوان پادشاه جدید منصوب کرد. او پادشاه بوجانگ، بیست و هشتمین و آخرین پادشاه گوگوریو بود.
یون گه‌سومون به مقام تمانگنیجی صعود کرد و کنترل حقوق نظامی و پرسنلی را که قبلاً در اختیار شورای نجیب‌زادگان بود به دست گرفت. علاوه بر این، یون گه‌سومون سیاست خارجی را به سمت یک سیاست تندرو علیه دودمان تانگ هدایت کرد.

### جاه‌طلبی تانگ
در همین حال شیلا که توسط گوگوریو و بکجه مورد تهاجم قرار گرفته بود، احساس خطر کرد و کیم چونچو را برای درخواست صلح نزد گوگوریو فرستاد، اما یون گه‌سومون نپذیرفت. بر این اساس شیلا فرستاده‌ای به تانگ فرستاد تا درخواست کند که گوگوریو تحت کنترل باشد و تانگ که سعی در میانجیگری داشت، فرستاده‌ای به نام سانگ ری‌هیونجانگ به گوگوریو فرستاد تا گوگوریو را تهدید کند. در پاسخ، یون گه‌سومون گفت: "مدت زیادی است که شکاف بین ما و شیلا بیشتر شده است. آخرین باری که سویی به ما حمله کرد، شیلا از این فرصت استفاده کرد و زمین ما را به سرقت برد و تمام شهرهای آن را تصرف کرد. اگر زمین را برنگردانیم، جنگ متوقف نخواهد شد.
پس از دریافت این گزارش، پادشاه تای‌زونگ دوباره جانگ اوم(蔣儼) را برای تهدید او در سال ۶۴۴ میلادی فرستاد، اما یون گه‌سومون این موضوع را رد کرد و او را در غاری زندانی کرد. این بهانه ای برای جنگ فراهم کرد. تایزونگ از تانگ در پاسخ گفت: "لیائودونگ در اصل قلمرو چین است و دودمان سویی چهار بار نیرو جمع کرد اما نتوانست آن را بگیرد. من اکنون متاسفم که انتقام تزو چی را برای چین و برای تحقیر ارتش برای گوگوریو بگیرم. "من فقط سعی می‌کنم کشور را پاک کنم. همچنین، چهار جهت به شدت آرام شده‌اند، اما فقط گوگوریو آرام نشده است، بنابراین قصد دارم قبل از اینکه خیلی پیر شوم از این مزیت استفاده کنم."
تای‌زونگ از دودمان تانگ با نصب هیزم و ساخت سیم و جمع‌آوری غذا نزد ارباب برای جنگ آماده شد. با این حال، بسیاری از وزرا با فتح گوگوریو با مثالی از دودمان سویی مخالفت کردند، اما تایزونگ سرشار از اعتماد به نفس بود و آن را پیش برد.
سرانجام، در اکتبر ۶۴۴ میلادی پادشاه تای‌زونگ تانگ به بهانه انکار سخنان یون گه‌سومون به گوگوریو حمله کرد.

## نخستین جنگ گوگوریو تانگ ۶۴۵ میلادی

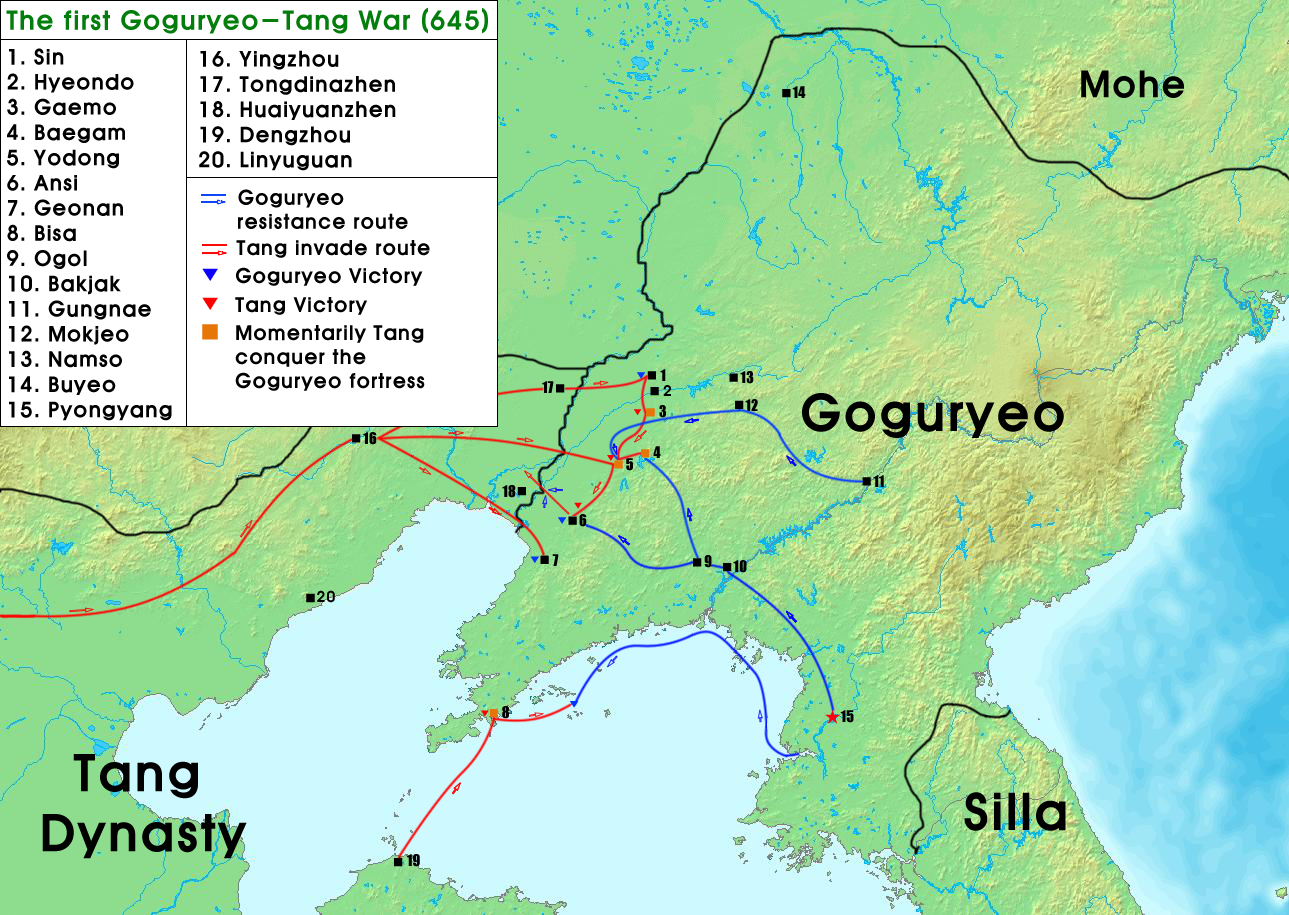
نقشه نخستین جنگ گوگوریو تانگ

در ژوئن ۶۴۴ میلادی، تانگ دستور حمله گوگوریو به قلعه یودونگ را صادر کرد و در نوامبر، یک نیروی اعزامی در مقیاس بزرگ متشکل از ۵۰۰٫۰۰۰ نفر در زمین و زمین سازماندهی کرد و حمله را آغاز کرد. در این زمان ارتش تانگ انواع تجهیزات محاصره را بسیج کرد. امپراتور تای‌زونگ در فوریه سال بعد لوئویانگ را ترک کرد و شخصاً به یک سفر اکتشافی رفت. علاوه بر این، تعداد زیادی از نیروهای خارجی متشکل از گوک‌ترک‌ها و خیتان‌ها بسیج شدند.
تای‌زونگ ۶۰٫۰۰۰ نیروی زبده را در یوژو جمع کرد و شروع به راهپیمایی در سه جهت به سمت قلعه یودونگ کرد. فرمانده کل، لی شی‌جوک، یک گارد پیشروی نخبه متشکل از ۶۰٫۰۰۰ نفر را رهبری کرد و به سمت هواندو سونگ حرکت کرد. به لی دوجونگ دستور داده شد با ۶۰٫۰۰۰ سرباز به شین سونگ حمله کند و جانگ ژوم با ۶۰٫۰۰۰ سرباز به قلعه جونان حمله کند. تای‌زونگ از ۲۰۰٫۰۰۰ سرباز تانگ به دنبال آن رفتند. ۳۶۰٫۰۰۰ سرباز از شش استان به رهبری امپراتور تای‌زونگ دنبال شدند. علاوه بر این، ژانگ لیانگ با یک نیروی دریایی متشکل از ۱۰۰٫۰۰۰ نفر از جمله نیروی فرود ۴۳٫۰۰۰ نفر و ناوگانی متشکل از ۱٫۰۰۰ کشتی از دنگژو حرکت کرد. تعداد واحد اصلی ۸۰۰٫۰۰۰ دستگاه بود، اما با اختراع گاری‌های جدید، واحد حمل و نقل از دو برابر واحد اصلی به یک چهارم کاهش یافت. با این حال، تعداد کل واحدهای حمل و نقل ۱ تا ۱٫۰۴ میلیون واحد بود.